# Parafia św. Mikołaja i św. Józefa w Grabownicy Starzeńskiej
Parafia św. Mikołaja Biskupa i św. Józefa w Grabownicy Starzeńskiej – parafia rzymskokatolicka znajdująca się w archidiecezji przemyskiej, w archiprezbiteracie sanockim, w dekanacie Grabownica.

## Historia
W 1377 roku książę Władysław Opolczyk nadał Grabownicę Starzeńską Piotrowi. W następnym czasie ufundowano i erygowano parafię, a w 1476 roku pojawiła się pierwsza wzmianka o jej istnieniu. W 1593 roku zbudowano drewniany kościół z fundacji Jerzego Pełki. W 1624 roku kościół ten spalili Tatarzy. W latach 1624–1631 zbudowano kolejny drewniany kościół, z fundacji Hieronima Nagórskiego i proboszcza Wojciecha Nagórskiego, który w 1746 roku konsekrował bp Wacław Hieronim Sierakowski.
W latach 1913–1926 zbudowali obecny murowany kościół, według projektu architektów Władysława Chomiaka i Wilhelma Szomka. W 1927 roku kościół konsekrował bp Anatol Nowak. Ze starego kościoła przeniesiono wyposażenie wnętrza z XVII-XVIII wieku. W 1955 roku artysta W. Lisowski.
Na terenie parafii jest 3028 wiernych.
| Lp. | Imię i nazwisko              | Lata urzędowania |
| --- | ---------------------------- | ---------------- |
| 1.  | Stanisław                    | ok. 1476 – 1482  |
| 2.  | Piotr                        | 1482             |
| 3.  | Mikołaj                      | 1488             |
| 4.  | Jan                          | 1495             |
| 5.  | Wojciech z Dubiecka          | 1512             |
| 6.  | Jerzy                        | ok. 1513 – 1520  |
| 7.  | Wojciech z Dubiecka          | 1520             |
| 8.  | Michał                       | 1523, 1529       |
| 9.  | Paweł Śmietanka              | 1545             |
| 10. | Stanisław Grabownicki        | 1545             |
| 11. | Paweł Śmietanka, s. Klemensa | ok. 1551 – 1563  |
| 12. | Paweł z Brzozowa             | 1563             |
| 13. | Krzysztof Pełka              | 1564             |
| 14. | Andrzej Rozpędek             | 1566             |
| 15. | Stanisław Znojek             | 1573             |
| 16. | Jan Polikierski              | 1578             |
| 17. | Jan z Tuchowa                | 1578             |
| 18. | Stanisław Chmielowski        | 1593 – 1595      |
| 19. | Augustyn z Dynowa            | 1595 – 1604      |
| 20. | Krzysztof Pieniążek          | 1605 – 1606      |
| 21. | Jakub Majstruga              | 1606 – 1614      |
| 22. | Stanisław Myczkowicz         | 1614 – 1637      |

| Lp. | Imię i nazwisko               | Lata urzędowania |
| --- | ----------------------------- | ---------------- |
| 23. | Wojciech Nagórski             | 1637 – 1661      |
| 24. | Baltazar Magwicki             | 1663             |
| 25. | Andrzej Witkowski             | 1664 – 1674      |
| 26. | Andrzej Nurkowski             | 1676             |
| 27. | Tomasz Hieronim Czulski       | 1676 – 1702      |
| 28. | Jan Remigiusz Pleśniarski     | 1702 – 1737      |
| 29. | Stanisław Długiński           | 1737 – 1739      |
| 30. | Franciszek Rasiewicz          | 1739 – 1749      |
| 31. | Maciej Onufry Kuczewicz       | 1749 – 1772      |
| 32. | Kazimierz Szymański           | 1772 – 1803      |
| 33. | Filip Gębarczyk               | 1803 – 1813      |
| 34. | Jacek Chrobakowski            | 1814 – 1851      |
| 35. | Józef Górak                   | 1852             |
| 36. | Antoni Kossak                 | 1853 – 1864      |
| 37. | Edward Winnicki               | 1864 – 1918      |
| 38. | Jan Reichel                   | 1918 – 1959      |
| 39. | Józef Tłuczek                 | 1959 – 1970      |
| 40. | Franciszek Stopa              | 1970 – 1982      |
| 41. | ks. Felicjan Nakoneczny       | 1982 – 2004      |
| 42. | ks. prał. Stanisław Jachowicz | 2004 – 2016      |
| 43. | Jan Szmyd                     | od 2016          |

1. ↑  na podst. Ostrowski, 2009, s. 418–419